# Ullacarin Rydén
Ullacarin Rydén, född Larsson 28 mars 1926 i Oskarshamn, död 28 november 1974 i Oscars församling i Stockholm, var en svensk skådespelare.
Hon var gift två gånger, första gången 1945–1948 med Harald Rydén och sedan omgift 1963 med 1:e scenmästaren vid Dramaten Holger Juhlin (1926–2001). Hon är begravd på Norra begravningsplatsen utanför Stockholm.

## Filmografi i urval
- 1947 – Livet i Finnskogarna
- 1947 – 91:an Karlssons permis
- 1948 – Loffe som miljonär
- 1950 – Åsa-Nisse på jaktstigen
- 1950 – Stjärnsmäll i Frukostklubben
- 1951 – Puck heter jag
- 1951 – Spöke på semester
- 1951 – Sköna Helena
- 1954 – Aldrig med min kofot eller Drömtjuven
- 1954 – Sju svarta "Be-Hå"
- 1955 – Åsa-Nisse ordnar allt
- 1956 – Främlingen från skyn
- 1957 – Räkna med bråk
- 1958 – Jazzgossen
- 1959 – Guldgrävarna
- 1959 – Fly mej en greve
- 1961 – Svenska Floyd
- 1962 – Åsa-Nisse på Mallorca
- 1965 – Calle P
- 1968 – Sarons ros och gubbarna i Knohult

## Teater

### Roller
| År   | Roll        | Produktion                                                           | Regi           | Teater        |
| ---- | ----------- | -------------------------------------------------------------------- | -------------- | ------------- |
| 1947 | Medverkande | Alltid pippi, revy Stig Bergendorff och Gösta Bernhard               | Gösta Terserus | Casinoteatern |
| 1948 | Medverkande | Oh, eller Olympiska hetsen, revy Stig Bergendorff och Gösta Bernhard | Gösta Terserus | Casinoteatern |
| 1950 | Medverkande | 25-öresrevyn, eller Hjälp, revy Stig Bergendorff och Gösta Bernhard  | Gösta Terserus | Casinoteatern |
| 1953 | Sally       | Dårskapens timme Anna Bonacci                                        | Per Gerhard    | Vasateatern   |